# (254467) 2005 DJ2
(254467) 2005 DJ2 es un asteroide perteneciente al cinturón de asteroides, descubierto el 16 de febrero de 2005 por Andrea Boattini y H. Scholl desde el Observatorio de La Silla, Chile.

## Designación y nombre
Designado provisionalmente como 2005 DJ2.

## Características orbitales
2005 DJ2 está situado a una distancia media del Sol de 2,599 ua, pudiendo alejarse hasta 3,207 ua y acercarse hasta 1,990 ua. Su excentricidad es 0,234 y la inclinación orbital 13,529 grados. Emplea 1530,27 días en completar una órbita alrededor del Sol.

## Características físicas
La magnitud absoluta de 2005 DJ2 es 15,89. 